# Шакутовщина
Шакутовщина (укр. Шакутівщина) — село, Берёзовская сельская община, Шосткинский район, Сумская область, Украина.
Код КОАТУУ — 5921583005. Население по переписи 2001 года составляло 24 человека .

## Географическое положение
Село Шакутовщина находится на расстоянии в 2,5 км от левого берега реки Шостка. В 2-х км расположено село Иващенково. Село окружено большим лесным массивом (сосна, дуб).